# Płońsk
Płońsk é um município da Polônia, na voivodia da Mazóvia e no condado de Płońsk. Estende-se por uma área de 11,6 km², com 21 591 habitantes, segundo os censos de 2022, com uma densidade de 1861,3hab/km².